# Publi Magi
|  | Per a altres significats, vegeu «Publi Magi Ciló». |

Publi Magi (en llatí Publius Magius) va ser un magistrat i polític romà del segle i aC. Formava part de la gens Màgia, una gens romana plebea originària de Càpua.
Va ser elegit tribú de la plebs l'any 87 aC. Ciceró el menciona com un dels oradors notables del seu temps. Ciceró anomena el seu col·lega en el tribunat com a Marc Virgili, però Plutarc diu Marc Virgini.